# Burlesque
|  | For filmen af samme navn, se Burlesque (film). |
 Der er for få eller ingen kildehenvisninger i denne artikel, hvilket er et problem. Du kan hjælpe ved at angive troværdige kilder til de påstande, som fremføres i artiklen.

Burlesque er en underholdningsform, der typisk indebærer en blanding af komedie, satire, dans og musikalske optrædener. Oprindeligt stammer det fra det 17. århundredes Italien, men det udviklede sig senere i Frankrig og blev populært i USA i det 19. og 20. århundrede. Burlesque-shows inkluderer ofte humoristiske og overdrevne forestillinger af sexappeal og femininitet og kan omfatte alt fra sangerinder og dansere til komikere og akrobater. Kostumerne er ofte glamourøse og provokerende, og forestillingerne kan variere fra klassisk til moderne stil.
Burlesque omhandler sensualitet ved at fejre og udforske kropslig udtryk gennem dans, kostumer og performance. Det giver kunstnere og deltagere mulighed for at udforske deres egen seksualitet og sensualitet på en sjov og legende måde, ofte med en kraftfuld følelse af selvtillid og empowerment. Gennem burlesque kan individer føle sig befriede til at udtrykke sig uden for konventionelle normer og føle sig stærke og selvsikre i deres egen hud.
Burlesque eller burleske er teaterstykke, musikstykke el.lign. af burlesk karakter. Burlesque stammer fra det italienske ord burla, en joke, latterliggørelse, grovkornet komedie eller hån.
Burlesque slog først rigtigt igennem i 1900-tallet med navne som Josephine Baker, Mae West og Marlene Dietrich. I dag er burlesque en niche i revygrenren, som er mere udfordrende end de traditionelle varietéshows. I dag er den mest kendte burlesque performer Dita von Teese som bl.a. er kendt for sine ekstravagante sceneshows. Andre store burlesque performere er Dirty Martin, Jessabelle Thunder og Fraülein Frauke, der bl.a. står bag Stockholm Burlesque Festival. Burlesque forveksles ofte med striptease, men burlesque drejer sig ikke om selve afklædningen, og performeren har næsten altid dækket brystvorter og underliv. I sin moderne form er burlesque en kombination af showdance, afklædning, performance art/teater og er ofte betegnet som ”Neo burlesque” (nyburlesk).
Burlesque dækker over en bred række af genrer som fx klassisk burlesque (ofte kendetegnet ved ekstravagante kostumer, der inkluderer fx. rhinstensbesatte korsetter, store rober, fjervifter, fjerboaer, fjerprydelser og koreograferede danse), neoburlesque (kan indeholde elementer af klassisk burlesque, men har ofte en kort storyline, et budskab eller en anden form for fortælling - her understøtter kostumer og rekvisitter selve fortællingen), boyleque (burlesque danset af mænd) og cirkuslesque (kombination og burlesqoe og cirkus som danske Cecilia Gosilla).

## Burlesque i Danmark
I Danmark er der i nyere tid opstået et voksende burlesque-miljø med aktører der spænder lige fra showdance og storslåede temafester til det mere performance art-orienterede. De fleste etablerede grupper findes i bl.a. Aarhus og København. (Bemærk at nedenstående liste ikke er komplet, men et udsnit af de mest aktive og veletablerede nyere aktører indenfor dansk burlesque, der jævnligt afholder arrangementer. Sidst opdateret 2024).
- Cabaresque
- Kabaret Kopenhagen[8]
- Sweet Sensations
- Sweet Burlesque[9] - dansestudie og shows
- Appeteazers
- Varieté Vixens[10]

## Galleri
- Fra NatNight Burlesque på Nationalmuseet
- Fra NatNight Burlesque på Nationalmuseet
- Fra NatNight Burlesque på Nationalmuseet

## Eksterne links
- Wikimedia Commons har flere filer relateret til Burlesque